# NGC 4815
NGC 4815 је расејано звездано јато у сазвежђу Мува које се налази на NGC листи објеката дубоког неба.
Деклинација објекта је - 64° 57' 42" а ректасцензија 12h 57m 58,3s. Привидна величина (магнитуда) објекта NGC 4815 износи 8,6. NGC 4815 је још познат и под ознакама OCL 893, ESO 96-SC1.